# أمين بن محمد الجندي
أمين بن محمد بن عبد الوهاب العباسي الجندي (1814 - 1878) فقيه حنفي وقاضي وشاعر شامي في قرن 13 هـ/ 19 م.

## حياته وعمله
هو أمين (أو محمد أمين) بن محمد بن عبد الوهاب بن إسحاق بن عبد الرحمن بن حسن بن محمد الجندي، يتصل نسبه بأمين الجندي الحمصي بالجد الأكبر محمد الجندي وولهم نسبة شريفة.

ولد في معرة النعمان سنة 1229 هـ /1814م وتعلم بها وبحلب. ولي القضاء والإفتاء بالمعرة، ثم الإفتاء بدمشق من 1277 هـ/1860م حتى 1284 هـ/1867م. انتدب لليمن رئيسا لمجلس (تشكيل ولايتها) وعاد إلى دمشق فولّي فيها رياسة ديوان التمييز إلى أن توفي في 2 يونيو 1878/ 13 ذو القعدة 1295 هـ ودُفن في تربة صالحية بدمشق. نظم له أبياتاً كتبت على بلاطة قبره:
بشرى دواماً للمشير أمين/ نال المنى بجوار ذي التمكين

بحر العلوم العارف الغوث الذي/هو قطب مركز عالم التكوين

شمس أضاء الكون نور سنائها / ويتيمة ما ثنيت بقرين

ختم الولاية للبداية وارث  / كنز على الأسرار غير ضنين

قد كان يعشقه المشير بطبعه  / عشقاً تخلص من ربا تلوين

والفضل يعرفه ذووه بلا مرا  / وكفى بهذا القدر من تحسين

والمرء يحشر مع محبيه أتى  / في سنة الهادي البشير أمين

ولذا أشرت إلى الضريح مؤرخاً / هذا حبيب الشهم محيي الدين

## مؤلفاته
كان يكتب وينظم بالعربية والتركية والفارسية. له ديوان قال عنه خير الدين الزركلي «رأيته في المكتبة العربية بدمشق، وفيه منظومته في أسماء أهل بدر أولها: قال محمد الأمين الجندي: «بسم إلهنا المعيد المبدي». و شرح رسالة الشيخ رسلان في التصوف، وترجم عن التركية كتاب علم الحال.